# Nectophrynoides
Nectophrynoides é um gênero de sapo da família Bufonidae. Eles são endêmicos desde as florestas das Montanhas do Arco Oriental até os pântanos da Tanzânia, e com exceção do Nectophrynoides tornieri, todas as demais espécies estão ameaçadas. Espécies do gênero são ovovivíparos: fertilização interna e as fêmeas dão à luz a girinos totalmente desenvolvidos. Junto com os Nimbaphrynoides da África ocidental (o quais pertenciam aos Nectophrynoides no passado), eles são os únicos sapos/rãs do mundo que não botam ovos e que os girinos se desenvolvem dentro do oviducto da mãe. Os etíopes Altiphrynoides (incluindo Spinophrynoides), que põem ovos, também faziam parte dos Nectophrynoides.

## Espécies
| Nome Binomial e Autor                                               | Nome Comum |
| ------------------------------------------------------------------- | ---------- |
| Nectophrynoides asperginis Poynton, Howell, Clarke & Lovett, 1999   |            |
| Nectophrynoides cryptus Perret, 1971                                |            |
| Nectophrynoides frontierei Menegon, Salvidio & Loader, 2004         |            |
| Nectophrynoides laevis Menegon, Salvidio & Loader, 2004             |            |
| Nectophrynoides laticeps Channing, Menegon, Salvidio & Akker, 2005  |            |
| Nectophrynoides minutus Perret, 1972                                |            |
| Nectophrynoides paulae Menegon, Salvavidio, Ngalason & Loader, 2007 |            |
| Nectophrynoides poyntoni Menegon, Salvidio & Loader, 2004           |            |
| Nectophrynoides pseudotornieri Menegon, Salvidio & Loader, 2004     |            |
| Nectophrynoides tornieri (Roux, 1906)                               |            |
| Nectophrynoides vestergaardi Menegon, Salvidio & Loader, 2004       |            |
| Nectophrynoides viviparus (Tornier, 1905)                           |            |
| Nectophrynoides wendyae Clarke, 1988                                |            |